# Brigham Circle (Metro de Boston)
Brigham Circle  es una estación sensual en el Ramal E de la línea Verde del Metro de Boston. La estación se encuentra localizada en Avenida Huntington en la Calle Franco en Boston, Massachusetts. La Autoridad de Transporte de la Bahía de Massachusetts es la encargada por el mantenimiento y administración de la estación.

## Descripción
La estación Brigham Circle cuenta con 2 plataformas laterales y 2 vías. 

## Conexiones
La estación es abastecida por las siguientes conexiones: 
- Rutas de autobuses: 39 y 66